# Bindemiddel
I forbindelse med malematerialer, er det bindemidlets funktion at klæbe alle ingredienserne sammen, og samtidigt binde dem på den bund de er påført.
Bindemidlerne kan tørre op efter forskellige principper:
- Fordampningstørrende
- Oxidationstørrende
- Reaktionstørrende

Disse kan igen deles op i mindre grupper, med hver deres egenskaber og anvendelsesområder.
| Kemi | Spire Denne artikel om kemi er en spire som bør udbygges. Du er velkommen til at hjælpe Wikipedia ved at udvide den. |